# محمد شاهي (أنغالي)
محمد شاهي (بالفارسية: محمدشاهی) هي قرية تقع في إيران في قسم أنغالي. يقدر عدد سكانها بـ 49 نسمة بحسب إحصاء 2016.